# Joseph Moreau de Melen
Joseph Moreau de Melen (Herstal, 27 maart 1912 - Walhain-Saint-Paul, 20 maart 1997) was een Belgische ondernemer en politicus.

## Biografie
Moreau de Melen was van opleiding licentiaat in de scheikunde. Hij werkte als bedrijfsleider in de metallurgie. 
Kort na de Tweede Wereldoorlog ging hij wonen in Rozieren, waar hij actief werd in de gemeentelijke politiek. In 1958 werd hij verkozen op de enige deelnemende lijst, Intérêts Communaux (IC), en werd burgemeester. Hij bleef dit ambt uitoefenen tot in 1976. In 1977 werd Rozieren een deelgemeente van Rixensart en zo was Joseph Moreau de Melen de laatste burgemeester van Rozieren geweest. Hij bleef nog gedurende tien jaar gemeenteraadslid van Rixensart.
Hij was ook actief in de nationale politiek, aanvankelijk als lid van de christelijke PSC. In 1961 maakte hij met enkele andere katholieken de overstap naar de liberale PVV/PLP. Na het overlijden van Roger Motz in 1964 werd hij voor de provincie Brabant senator. Hij bleef dit tot in 1968. Hij werd vervolgens rechtstreeks verkozen tot senator voor het arrondissement Nijvel en vervulde dit mandaat tot in 1974.
Van oktober tot december 1973 was Moreau de Melen waarnemend voorzitter van de PLP. 